# Verdauungsenzym
Verdauungsenzyme sind Enzyme (früher als Fermente bezeichnete Katalysatoren chemischer Reaktionen), die während der Verdauung im Verdauungssystem unter anderem Nahrung in ihre Einzelteile zerlegen, um sie so für den Stoffwechsel verwertbar zu machen. Die Aufgabe fast aller dieser Enzyme ist es, langkettige Moleküle (insbesondere Biopolymere) wie Proteine, Kohlenhydrate, Fette und Nukleinsäuren mit Wasser in einfachere niedermolekulare Verbindungen (Aminosäuren, einfache Zucker, Glycerin, Fettsäuren) aufzuspalten.

## Eigenschaften
Im Mund wirkt zum Beispiel die Speichel-Amylase. Später, wenn die Nahrung in den Magen gelangt, wirken Pepsin in Verbindung mit Salzsäure im Magensaft, und im Zwölffingerdarm spaltet der Gallensaft weiter. Im Dünndarm wirken für Kohlenhydrate die Lactasen, Maltase, Saccharase und für Fette die Darmlipasen. Für Proteine sind verschiedene Peptidasen zuständig, darunter auch die Dipeptidylpeptidasen. Die Bauchspeicheldrüse stellt in den Azinuszellen viele Verdauungsenzyme her, darunter Trypsin, Chymotrypsin, Carboxypeptidasen, Elastase, α-Amylase, Ribo- und Desoxyribonukleasen sowie Lipasen, ohne die die Nahrung nicht verwertet werden kann. Damit ihre Enzymaktivität nicht bereits am Herstellungsort beginnt, werden einige Verdauungsenzyme als Präprotein (genauer: als Zymogen) hergestellt und erst am Wirkort durch Proteolyse in ihre aktive Form überführt, beispielsweise Pepsinogen, Trypsinogen, Chymotrypsinogen, Procarboxypeptidase und Proelastase. Daneben wird im Pankreas von Rindern auch der Proteaseinhibitor Aprotinin gebildet, welches eine Wirkung von Trypsin und Chymotrypsin im Pankreas hemmt. Im Pankreas erzeugte Verdauungsenzyme werden in den Dünndarm sezerniert. Sezernierte Proteine besitzen nach der Translation eine Signalsequenz, die eine Sekretion ermöglicht und oftmals im Zuge der Sekretion abgespalten wird. Eine unzureichende Produktion von pankreatischen Verdauungsenzymen wird als exokrine Pankreasinsuffizienz (kurz: EPI) oder Bauchspeicheldrüsenschwäche bezeichnet, die mit ausgeprägten Verdauungsstörungen, mit Gewichtsverlust oder mangelnder Gewichtszunahme einhergeht.
Die Bindungsspezifität der Enzyme ergibt sich aus der Form des aktiven Zentrums im Enzym und den darum liegenden Bindungsstellen, in denen das jeweilige Substrat des Enzyms gebunden wird. Die Substratspezifität von Verdauungsenzymen ist im Vergleich zu anderen Enzymen so gering, dass sie genauer als Substratpräferenz bezeichnet werden kann. Die Spaltung durch Verdauungsenzyme ist eine Hydrolyse, das heißt, die Bindung wird durch Einschub eines Moleküls Wasser in die Bindung gespalten, dabei erhält eine Seite ein Hydroxid (OH−) und die andere Seite der gespaltenen Bindung ein Proton (H+). Verdauungsenzyme werden unter anderem als Labferment zur Herstellung von Käse und wurden als Waschmittelenzyme verwendet.

## Geschichte
In der Antike vermutete Empedokles, dass der Mensch die aufgenommene Nahrung durch Fäulnis umsetzt. Die erste Unterteilung der Verdauungsfunktionen nahm Diokles von Karystos vor. Später unterschied Galen dann Magenverdauung, Dünndarmverdauung und Verarbeitung durch die Leber voneinander.
Im 17. Jahrhundert entdeckte Johan Baptista van Helmont, dass für die Verdauung Fermente nötig sind, die er als ein dynamisches Naturprinzip ansah. Sein Schüler Franciscus Sylvius entdeckte, dass die Bauchspeicheldrüse einen Saft abgibt, der für die Verdauung nötig ist und dass die Speichelsekretion auch eine ähnliche Wirkung hat. Aufbauend auf dieses Wissen gewann Regnier de Graaf den Pankreassaft aus einer künstlichen Fistel und Johannes Bohn belegte dann, dass dieser Saft nicht sauer reagiert. François Magendie hingegen zeigte dann, dass der Saft alkalisch ist.
René-Antoine Ferchault de Réaumur räumte dann endgültig mit der Annahme aus, dass die Verdauung ein mechanischer Prozess sei, sondern zeigte, dass es ein chemischer Vorgang ist. Daraufhin untersuchte Lazzaro Spallanzani den Magensaft genauer und zeigte seine proteolytische Eigenschaft auf. Die Erkenntnis wurde von Jean Senebier auf andere Weise genutzt: er behandelte schlecht heilende Wunden und Beingeschwüre äußerlich mit dem Magensaft von Tieren.
1697 vermutete Georg Ernst Stahl, dass Speichel die Stärke spalten kann, konnte es jedoch nicht belegen. Dies gelang dann 1831 Erhard Friedrich Leuchs. Louis Mialhe (1807–1886) begann 1845 den Versuch, die Amylase zu isolieren und 1863 setzte Julius Cohnheim diesen Versuch erfolgreich fort.
Gabriel Gustav Velentin fand heraus, dass der Pankreassaft Zucker spalten kann und 1845 konnte Apollinaire Bouchardat dies auch belegen. 1859 zeigte Heinrich Köbner, dass der Darmsaft Saccharose spalten kann und 1899 entdeckte Rudolf Weinland, wie die Lactose zerlegt wird.

## Verdauungsenzyme von Säugetieren
Peptidasen (Enzyme, die Peptidbindungen in Proteinen oder Peptiden spalten können, synonym Proteasen)
- Pepsin dient dem Abbau von Proteinen im Magen und wird von der Magenschleimhaut gebildet.[1] Pepsin schneidet vor allem Proteine nach den Aminosäuren Leucin, Phenylalanin, Tyrosin oder Tryptophan, sofern darauf kein Prolin folgt.[1] Der optimale pH-Wert für Pepsin liegt bei pH 2.[1]
- Trypsin bewirkt den Abbau von Proteinen im Dünndarm und wird im Pankreas gebildet.[1] Es hat die größte Spezifität der Peptidasen der Verdauung, d. h., es schneidet nur Proteine nach basischen Aminosäuren wie Lysin oder Arginin, sofern darauf kein Prolin folgt.[1]
- Chymotrypsin bewirkt den Abbau von Proteinen im Dünndarm und wird im Pankreas gebildet.[1] Chymotrypsin wirkt auch milchgerinnend. Es schneidet vor allem nach Aminosäuren mit einer großen und hydrophoben Seitenkette wie Phenylalanin, Tyrosin und Tryptophan, sofern darauf kein Prolin folgt.[1] Nach den Aminosäuren Asparagin, Histidin, Methionin und Leucin spaltet Chymotrypsin langsamer.[1]
- Chymosin (synonym Rennin) wird im Magen vor allem von Säuglingen gebildet und spaltet die Peptidbindung zwischen den beiden Aminosäuren Phenylalanin und Methionin, die im Milchprotein κ-Casein vorkommt.[1]
- Pankreas-Elastase bewirkt den Abbau von Proteinen im Dünndarm und wird im Pankreas gebildet.[1] Sie schneidet vor allem nach kleinen ungeladenen Aminosäuren wie Glycin, Alanin, Leucin und Valin, sofern darauf kein Prolin folgt.[1] Sie spaltet unter anderem Elastin, woher der Name kommt.
- Aminopeptidase N wird im Dünndarm gebildet und baut Proteine von ihrem N-Terminus ausgehend ab
- Carboxypeptidase A baut Proteine von ihrem C-Terminus ausgehend ab, sofern es sich bei der C-terminalen Aminosäure nicht um Arginin, Lysin oder Prolin handelt und die davorliegende Aminosäure kein Prolin ist.[1]
- Carboxypeptidase B baut Proteine ebenfalls von ihrem C-Terminus ausgehend ab.

Glykosidasen (Enzyme, die Polysaccharide wie Stärke in Monosaccharide wie Glucose spalten)
- Speichel-Amylase (α-Amylase) wird in der Speicheldrüse gebildet. Sie beginnt mit Abbau von Stärke im Mund.
- Pankreas-Amylase (ebenfalls eine α-Amylase) führt den Abbau von Stärke fort, wodurch Maltose, Maltotriose und Dextrine entstehen.[1]
- Sucrase-Isomaltase kommt auf der Darmschleimhaut vor und spaltet Saccharose.[3]
- Maltase-Glucoamylase (α-Glucosidase) ist ein Enzym auf der Dünndarmschleimhaut, welches unverzweigte Zuckerketten abbaut und Disaccharide in Monosaccharide spaltet.[3]
- Lactase spaltet Lactose in Glucose und Galactose.[1] Sie wird vor allem von Säuglingen und Kleinkindern gebildet, während bei Erwachsenen gehäuft eine Laktoseintoleranz auftritt.[1]

Lipasen (Enzyme aus der Bauchspeicheldrüse, welche die Lipide im Dünndarm spalten), insbesondere
- Gallensalz-aktivierte Lipase (auch Sterolesterase), die Cholesterinester abbaut
- Pankreaslipase hydrolysiert Triglyceride zu Monoglyceriden.
- Phospholipase A2 aus dem Pankreas spaltet Phospholipide.[1]

Nukleasen (Enzyme, die Nukleinsäuren spalten)
- Nukleasen spalten Nukleinsäuren in Nukleotide, eine weitere Zerlegung erfolgt durch Nukleosidasen und Nukleotidasen.
- RNase A aus dem Pankreas zerlegt RNA.[1]

## Verdauungsenzyme anderer Organismen
Bei manchen Arthropoden (Heteroptera, Coleoptera, Crustacea und Acari) werden als Verdauungsenzyme ungewöhnlicherweise Peptidasen aus der Gruppe der Cathepsine gebildet, die bei anderen Tieren nur innerhalb von Zellen auftreten.

### Verdauungsenzyme außerhalb des Organismus

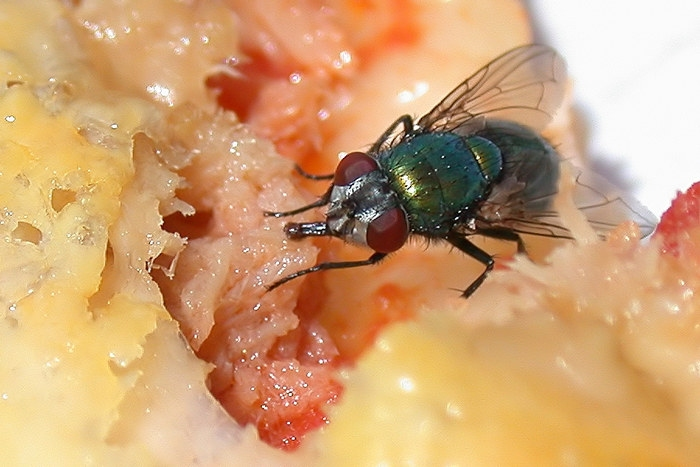
Aufsaugen von Pizza durch eine Fliege

Einige Lebewesen führen die Verdauung teilweise außerhalb ihres Körpers durch, wie manche Bakterien, Fliegen, Webspinnen und fleischfressende Pflanzen. Fliegen speicheln ihre Nahrung ein und saugen sie anschließend auf. Bei Webspinnen werden die Verdauungsenzyme in die Beute nach einem Biss eingespritzt und nach einiger Zeit wieder mit der verflüssigten Nahrung aufgesaugt. Bacillus subtilis und andere Arten der Gattung Bacillus sezernieren Subtilisin vermutlich zur Verdauung. Die α-lytische Protease wird von Lysobacter enzymogenes vermutlich zur Verdauung sezerniert. Ebenso wurden Protease A und Protease B aus Streptomyces griseus beschrieben.

#### Fleischfressende Pflanzen
Die meisten fleischfressenden Pflanzen produzieren ihre eigenen Verdauungsenzyme, aber einige verlassen sich dabei auf die Hilfe von anderen Lebewesen. Heliamphora und die Kobralilie verlassen sich dabei komplett auf die Bildung von Verdauungsenzymen durch besiedelnde Bakterien. Genlisea, Sarracenia, die meisten Kannenpflanzen, Cephalotus, manche Heliamphora und Roridula verwenden zur Verdauung sowohl eigene als auch bakterielle Verdauungsenzyme. Pameridea, Setocoris und Metriocnemus sind von Insekten besiedelt, deren Exkremente von der Pflanze aufgenommen werden. Manche Kannenpflanzen nehmen die Exkremente von Vögeln auf.